# Artiom Siedow
Artiom Anatoljewicz Siedow (ros. Артём Анатольевич Седов; ur. 26 marca 1984 w Leningradzie) – rosyjski florecista, dwukrotny medalista mistrzostw świata.
W 2002 roku zdobył srebro drużynowo na mistrzostwach świata juniorów w Antalyi. Wynik ten powtórzył na rozgrywanych rok później mistrzostwach świata juniorów w Trapani. Zdobył też brązowy medal drużynowo na mistrzostwach świata juniorów w Płowdiwie w 2004 roku.
Podczas mistrzostw świata w Turynie w 2006 roku wywalczył brązowy medal w rywalizacji indywidualnej. Wyprzedzili go jedynie Niemiec Peter Joppich i Włoch Andrea Baldini. Na tej samej imprezie Rosjanie w składzie: Aleksandr Stukalin, Artiom Siedow, Rienał Ganiejew i Aleksiej Chowanski zdobyli drużynowo brązowy medal. W rywalizacji drużynowej był też między innymi czwarty na mistrzostwach świata w Pekinie (2008), mistrzostwach świata w Paryżu (2010) i mistrzostwach świata w Budapeszcie (2013).
Ponadto zdobył drużynowo srebrne medale na mistrzostwach Europy w Zalaegerszeg (2005), mistrzostwach Europy w Kijowie (2008), mistrzostwach Europy w Płowdiwie (2009) i mistrzostwach Europy w Lipsku (2010) oraz brązowy na mistrzostwach Europy w Sheffield (2011).
Nigdy nie wziął udziału w igrzyskach olimpijskich.